# گادمسکی (دهانه)
گادمسکی یک دهانه برخوردی در ماه‌ است.

## دهانه‌های اقماری
این دهانه ۲ دهانه اقماری دارد.
| Gadomski | عرض جغرافیایی | طول جغرافیایی | قطر          |
| -------- | ------------- | ------------- | ------------ |
| A        | ۳۸.۶° N       | ۱۴۵.۹° W      | ۳۲.۰ کیلومتر |
| X        | ۳۷.۸° N       | ۱۴۸.۳° W      | ۳۵.۰ کیلومتر |